# Enrico Gualandi
Enrico Gualandi (Imola, 17 novembre 1930 – Imola, 21 luglio 2007) è stato un politico italiano.

## Biografia
Figlio del capo partigiano Guido Gualandi (il Moro), fu segretario della Federazione di Imola del Partito Comunista Italiano e sindaco della stessa città dal 1971 al 1976.
In quell'anno lasciò l'incarico di primo cittadino per candidarsi alla Camera dei deputati, dove rimase per tre legislature, fino al 1987.
Successivamente, è stato Presidente della Lega delle autonomie locali e all'interno dell'ANPI ha rivestito i ruoli di presidente del comitato di Imola e di membro del Consiglio nazionale.
Dopo lo scioglimento del PCI ha fatto parte prima del PDS e poi dei DS.
Muore il 21 luglio 2007 e viene sepolto nel Cimitero del Piratello.